# Benralizumab
Le benralizumab est un anticorps monoclonal dirigé contre le récepteur de l'interleukine 5 et utilisé comme médicament dans le traitement de l'asthme.

## Efficacité
Dans les asthmes réfractaires (résistants aux corticoïdes inhalés et aux bêta-2-mimétiques), donné une fois par mois ou une fois tous les deux mois, il permet l'amélioration des symptômes et la diminution des crises d'exacerbation, et ce, particulièrement chez les patients ayant une éosinophilie. Il permet ainsi de diminuer la dose des corticoïdes.

## Effets secondaires
Il peut exister des manifestations allergiques.
Dans 13% des patients traités, des anticorps anti benralizumab sont formés, ne semblant pas influencer l'efficacité du médicament.

## Médicaments de la même classe
Le mepolizumab et le reslizumab sont également deux anticorps monoclonaux ciblant l'interleukine 5. Il n'existe pas, en 2018, de comparaison entre ces trois molécules et leur coût est équivalent, même si l'on tient compte du fait que le benralizumab peut être administré deux fois moins souvent. 